# Jaisamand
Dhebar, també Debar, Jaisamand o Jaisamudra és un llac artificial del Rajasthan, considerat el segon més gran d'Àsia, al districte d'Udaipur a uns 45 km al sud-est d'Udaipur (Rajasthan). La longitud del llac d'est a oest és d'uns 15 km i la seva amplada mitjana d'un kilòmetre i mig. La circumferència és de 48 km. A la part nord hi ha algun poblet de pescadors.
Fou construït al segle xvii (1685) pel maharana Jai Singh (1680-1698) que al temps de la inauguració (2 de juny de 1691) va fer la cerimònia taludaan i va repartir or com a caritat.
El llac té tres illes principals i quatre més de menors, habitades per bhils; a uns turons de la vora i ha dos palaus construïts també per Jai Singh, el Hawa Mahal (Palau de la Brisa) i el Rang Kunwar; també destaquen un embarcador de marbre amb escalons que baixen fins al llac i sis pavellons de marbre blanc i elefants gravats, i un temple quadrangular de Xiva, i diversos palaus d'estiu de les reines. Avui dia a la part nord-est hi ha el Jaisamand Island Resort, un centre turístic. La superfície és de 36 km² i la llarga és d'uns 14,5 km i amplada de 9 km; la profunditat màxima és de 31,62 metres; conté 560 milions de metres cúbic d'aigua; la seva circumferència mesura 88 km; la seva conca és de 1.787 km². A la rodalia els terrenys es dedicaven a la cacera pels maharanes i són avui dia (des de 1957) una reserva o santuari anomenat Jaisamand Wildlife Sanctuary, de 62 km²
El llac és abastit per les aigües del riu Gomti, al que es va construir una presa de pedra de 36,6 metres d'altura i 330 metres de llarg
El nom del llac (Jai Samand o Jaisamand o Jaya Samudra), agafat del maharana Jai Singh que el va construir, vol dir també "Oceà de la Victòria, Mand = Oceà). Dhebar vol dir "conca (hidrològica)". Generalment el llac està ple excepte durant les sequeres.
És anomenat Jai Samand (o Jaya Samudra, "mar de la Victòria") pel raja Jai Singh que el va construir després del 1681 (acabat el 1685).